# 阿列克谢·马恰瓦里阿尼
阿列克谢·马恰瓦里阿尼（羅馬化：Aleksi Machavariani，1913年9月23日—1995年12月31日），格鲁吉亚-苏联作曲家，苏联人民艺术家。出生于哥里的一个贵族家庭，从小深受格鲁吉亚民间音乐影响，这在他的音乐创作中有明显体现。创作有七部交响曲、芭蕾《奥赛罗》《虎皮武士》（根据绍塔·鲁斯塔韦利的著名史诗改编）等，他的小提琴协奏曲也深受欢迎。马恰瓦里阿尼被认为是最杰出的格鲁吉亚作曲家之一。1995年在第比利斯逝世。